# 鮎川村 (茨城県)
鮎川村（あゆかわむら）は茨城県多賀郡にかつて存在した村である。

## 地理
- 現在の日立市の中部に位置する。
- 村域は多賀山地の一部でほとんど山がちな地形になっている。
- 村内には鮎川が流れる。
- 村は太平洋に面している。

## 歴史
村名は村内を流れる鮎川に由来する。

### 村域の変遷
- 1889年（明治22年）4月1日 - 町村制施行により、諏訪村・油縄子村・成沢村が合併し多賀郡鮎川村が発足。
- 1939年（昭和14年）4月1日 - 国分村・河原子町と合併し多賀町が発足。同日鮎川村廃止。
- 1955年（昭和30年）2月15日 - 多賀町が日高村・久慈郡久慈町・坂本村・東小沢村・中里村ととも日立市に編入される。

変遷表
| 1868年 以前 | 1868年 以前 | 明治22年 4月1日 | 昭和14年 4月1日 | 昭和30年 2月15日 | 現在   |
| ----------- | ----------- | --------------- | --------------- | ---------------- | ------ |
|             | 諏訪村      | 鮎川村          | 多賀町          | 日立市 に編入    | 日立市 |
|             | 油縄子村    | 鮎川村          | 多賀町          | 日立市 に編入    | 日立市 |
|             | 成沢村      | 鮎川村          | 多賀町          | 日立市 に編入    | 日立市 |

## 大字
- 諏訪（すわ）
- 油縄子（ゆなご）
- 成沢（なるさわ）

## 人口・世帯

### 人口
総数 [単位： 人]
| 1891年（明治22年） | 1,868 |
| 1920年（大正 9年） | 2,249 |
| 1935年（昭和10年） | 3,044 |
| 1939年（昭和14年） | 3,645 |

### 世帯
総数 [単位： 世帯]
| 1920年（大正 9年） | 483 |
| 1935年（昭和10年） | 629 |
| 1939年（昭和14年） | 752 |

## 交通

### 道路
- 一般国道
  - 国道6号（陸前浜街道）